# Meemann Chang
Meemann Chang (Nanquim, 1936)(Chinês: 张弥曼) é uma paleontolóloga e bióloga evolutiva chinesa.  É membra da Academia Chinesa de Ciências e professora do Instituto de Paleontologia Vertebrada e Paleoantropologia de Pequim. Em 2018, ganhou um dos prêmios L'Oréal-UNESCO para mulheres em ciência, na categoria Ásia/Pacífico, por seus trabalhos sobre a adaptação de vertebrados aquáticos à vida na terra.

## Percurso
Meemann se graduou na Universidade de Moscou em 1960, e recebeu seu PhD pela Universidade de Estocolmo em 1982.
Foi presidente do Instituto de Paleontologia de Vertebrados e Paleoantropologia da China (1983-1990), presidente da International Paleontological Association (1992-1996), e presidente da Paleontological Society of China (1993-1997). Em 1995 foi eleita membro estrangeiro da Linnean Society of London, e em 2011 foi eleita membro da Academia Real das Ciências da Suécia.

## Reconhecimento e Prémios
Em 2004, publicou uma revisão sobre os peixes da era Mesozóica da China, mostrando que a fauna de peixes variou muito ao longo do tempo, e que os ambientes de água doce podem ter servido de refúgio para os peixes marinhos.
Em 2018, além do prêmio da UNESCO, recebeu também o "Ho Leung Ho Lee Foundation Achievement Prize", pela sua pesquisa científica.
Já foi homenageada na nomenclatura de duas espécies e um gênero. A ave extinta Archaeornithura meemannae, pertencente à família Hongshanornithidae, descrita em 2015, recebeu este epíteto específico devido ao trabalho da cientista com a Biota de Jehol. O dinossauro terópode Sinovenator changii, descrito em 2002, também homenageia a cientista devido ao seu trabalho com a fauna de Jehol. Finalmente, o gênero de peixes extintos Meemannia, pertencente ao grupo dos Actinopterygii, foi descrita em 2006, e homenageia a cientista pelas suas contribuições para a paleoictiologia.
Outra homenagem ocorre em um aparelho da anatomia de peixes placodermos extintos da ordem Antiarchi: o "aparelho de Chang" (Chang's apparatus) foi primeiramente ilustrado por Chang em um artigo de 1980, e mais tarde foi nomeado em homenagem à chinesa por Zhu em 1996. O aparelho pode ter servido para eletrorrecepção, ou para secreção de muco. A descoberta ajuda a entender a morfologia e filogenia destes peixes pré-históricos, o que possibilita compreender como ocorreu a evolução do grupo.

## Ligações Externas
L’Oréal UNESCO 2018 - Prof. Mee-mann CHANG